# メザーニェ
メザーニェ（イタリア語: Mesagne）は、イタリア共和国プッリャ州ブリンディジ県にある、人口約27,000人の基礎自治体（コムーネ）。

## 地理

### 位置・広がり
プッリャ州の州都バーリから南東へ100キロ、ブリンディジから南南西へ15km、ターラントから東へ48kmに位置する。人口はプッリャ州で5番目に多い。主な経済活動は観光、農業、オリーブオイルやワインの生産。

#### 隣接コムーネ
隣接するコムーネは以下の通り。
- ブリンディジ
- ラティアーノ
- オーリア
- サン・ドーナチ
- サン・パンクラーツィオ・サレンティーノ
- サン・ヴィート・デイ・ノルマンニ
- トッレ・サンタ・スザンナ

## 歴史
周辺からは2万年前の後期旧石器時代の遺跡が見つかっており、氷河期を逃れてきた北ヨーロッパ人が住み付いたと考えられている。青銅器時代、鉄器時代に農業が発達し、古代ギリシャのエーゲ文明との貿易も行われた。紀元前6世紀から紀元前1世紀、メッサピア人が南イタリアの東側を支配していた時代には要塞集落が造られ、港町ブリンディジへの中継地として発展した。ローマ帝国時代にはアッピア街道の関所の役割を担った。
その後、様々な封建領主や貴族が統治する中で、1400年代に領主となったナポリ王国の貴族のジョヴァンニ・アントニオ・オルシーニ・デル・バルツォが病院や劇場の建設、道路整備などを行い急速に都市化が進んだ。15世紀に町(現在の旧市街)の外周に城壁が築かれるが、17世紀ごろになると旧市街の東側にも街が広がっていき城壁は役目を終え取り壊された。

## 気候
温暖な地中海性気候帯。降雨量は年間を通じて多いが雪は降らない。霧は春と秋にときどき見られる程度である。
暖流とシロッコの影響で真冬でも気温が上がることがあり、2016年2月15日には最高気温23°C、最低気温17°Cを記録した。観測が始まってからの最高気温は2007年7月24日の45°C、最低気温は1979年1月4日のマイナス6.4°Cとなっている。
最も早い日の出は6月14日05:17、最も遅い日の出は1月5日07:12。最も遅い日の入りは6月27日20:23、最も早い日の入りは12月8日16:21。2024年は3月31日から10月27日まで夏時間が採用された。
| メザーニェ, 2016-2023の気候 | メザーニェ, 2016-2023の気候 | メザーニェ, 2016-2023の気候 | メザーニェ, 2016-2023の気候 | メザーニェ, 2016-2023の気候 | メザーニェ, 2016-2023の気候 | メザーニェ, 2016-2023の気候 | メザーニェ, 2016-2023の気候 | メザーニェ, 2016-2023の気候 | メザーニェ, 2016-2023の気候 | メザーニェ, 2016-2023の気候 | メザーニェ, 2016-2023の気候 | メザーニェ, 2016-2023の気候 | メザーニェ, 2016-2023の気候 |
| 月                          | 1月                         | 2月                         | 3月                         | 4月                         | 5月                         | 6月                         | 7月                         | 8月                         | 9月                         | 10月                        | 11月                        | 12月                        | 年                          |
| --------------------------- | --------------------------- | --------------------------- | --------------------------- | --------------------------- | --------------------------- | --------------------------- | --------------------------- | --------------------------- | --------------------------- | --------------------------- | --------------------------- | --------------------------- | --------------------------- |
| 平均最高気温 °C （°F）      | 12 (54)                     | 13 (55)                     | 15 (59)                     | 18 (65)                     | 23 (74)                     | 28 (82)                     | 31 (87)                     | 30 (86)                     | 27 (80)                     | 22 (71)                     | 17 (63)                     | 13 (56)                     | 20.8 (69.3)                 |
| 日平均気温 °C （°F）        | 9 (48)                      | 9 (48)                      | 11 (52)                     | 14 (57)                     | 19 (66)                     | 18 (65)                     | 23 (74)                     | 26 (79)                     | 26 (79)                     | 18 (64)                     | 13 (56)                     | 10 (50)                     | 16.3 (61.5)                 |
| 平均最低気温 °C （°F）      | 6 (42)                      | 6 (42)                      | 7 (45)                      | 10 (50)                     | 14 (57)                     | 18 (65)                     | 21 (70)                     | 21 (70)                     | 18 (64)                     | 14 (57)                     | 10 (50)                     | 7 (44)                      | 12.7 (54.7)                 |
| 降水量 cm （inch）          | 0.3 (1.7)                   | 4.8 (1.9)                   | 4.3 (1.7)                   | 3.3 (1.3)                   | 2.3 (0.9)                   | 1.5 (0.6)                   | 1.3 (0.5)                   | 1.8 (0.7)                   | 4.3 (1.7)                   | 5.6 (2.2)                   | 6.6 (2.6)                   | 5.6 (2.2)                   | 41.7 (18)                   |
| 出典：Wether Spark          |                             |                             |                             |                             |                             |                             |                             |                             |                             |                             |                             |                             |                             |

## 観光・名所
- 旧市街  Centro Storico

旧市街(町の中心部、チェントロ・ストーリコ)は中世の城壁都市の面影を残している。15世紀頃に外周を囲む全長約1.3キロの城壁が造られた。17世紀になると城壁の外にも町が広がり、現在城壁は部分的に残るのみである。
- ポルタグランデ(大門)　Porta Grande

旧市街の北のヴィットリオ・エマヌエーレ2世広場には、旧市街への入口であるポルタ・グランデ(大きな門)がある。13世紀に造られたが1764年に原因不明の崩壊に見舞われ、1784年に再建した。北門(Boreale)、ナポリ門(Gate of Naples)とも呼ばれる。
町の東側に「小さな門」(ポルタ・ピッコラ "Porta Piccola")、東側に「新しい門」(ポルタ・ヌオヴァ "Porta Nuova")があったが現在は残っていない。
- メザーニェ城　Castello Orsini del Balzo

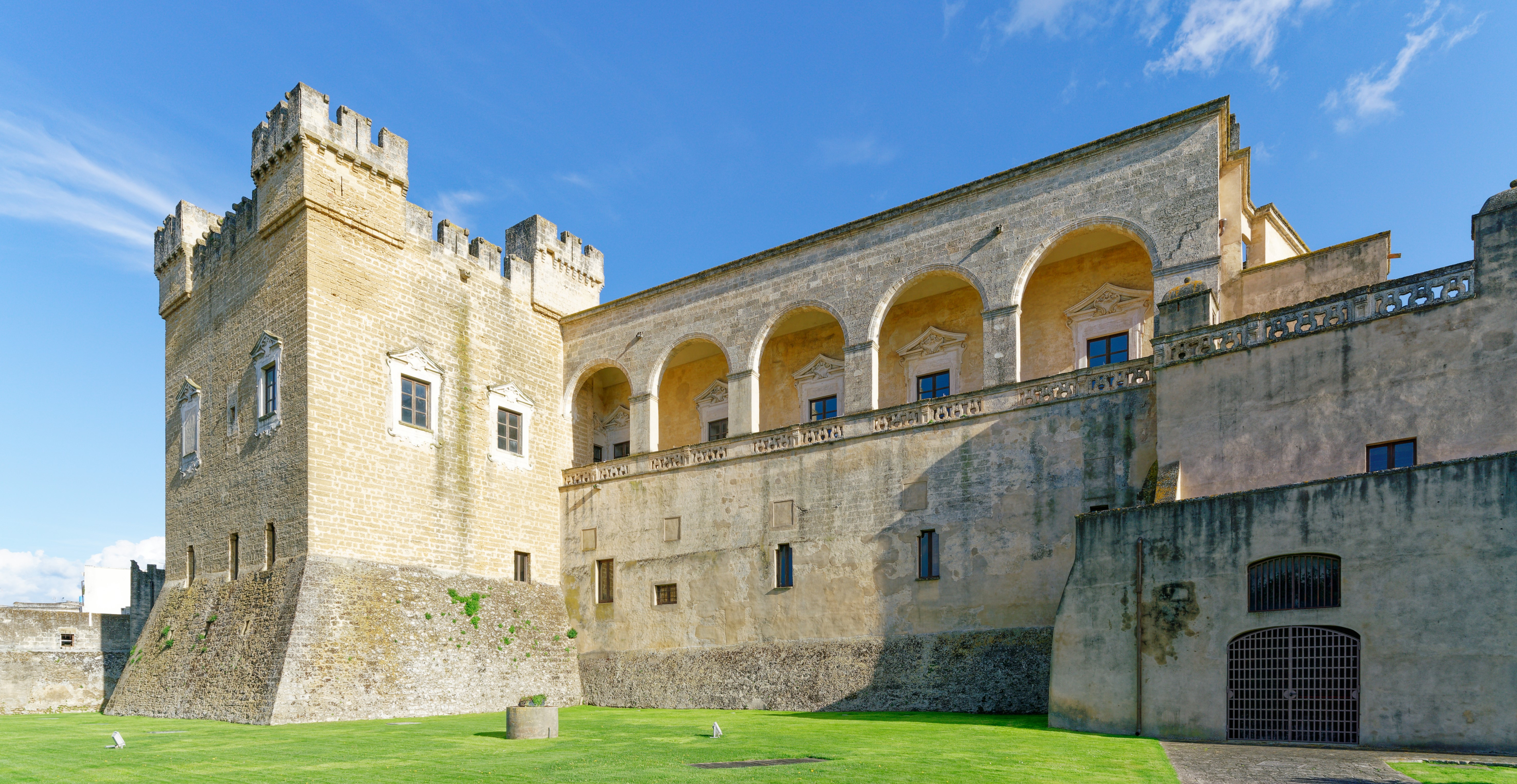
メザーニェ城

旧市街に残る11世紀の城で、現在は「ウーゴ・グラナフェイ博物館」として利用されている。
様々な所有者の手に渡る中、1430年頃に封建領主となったジョヴァンニ・アントニオ・オルシーニ・デル・バルツォが住宅として使用した際に、塔の建て直しや窓の追加などの大規模な改修を行いほぼ現在の姿になった。
1908年にサレント地方の大地主のグラナフェイ家が城を購入、1973年にメザーニェ市に移管された。
- ウーゴ・グラナフェイ博物館　Museo Civico Ugo Granafi

メザーニェ城の中にあるプッリャ州で最も古い考古学博物館。
1935年にグラナフェイ家が発掘品等のコレクションの展示館を建てたのが始まりで、もともとはオールセインツ教会の隣にあった。1970年代に大々的に行われた遺跡発掘調査で数々の遺跡が発見されたのをきっかけに展示館は市に移管された。1999年にメザーニェ城に移転した。主な展示物はメザーニェ近郊で見つかった青銅器時代、ローマ時代、中世の陶器や硬貨、マルヴィンディ遺跡の古代浴場(Malvindi. Sono)のモザイクなど。
- オール セインツ教会 　Chiesa di Tutti I Santi、Chiesa Madre

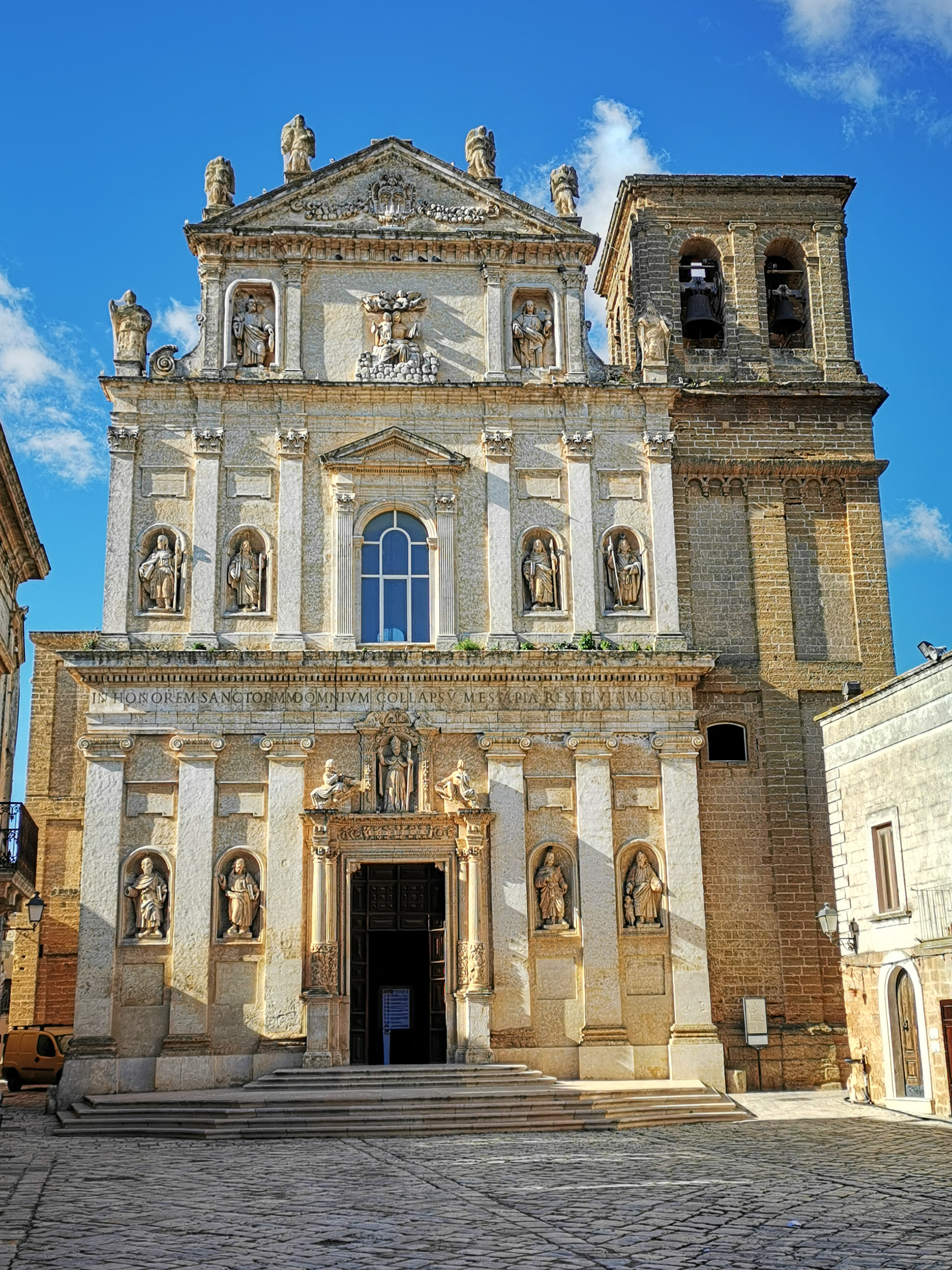
オール セインツ教会

「11月4日広場(Piazza Ⅳ Novembre)」にあるメザーニェ市で最も大きな教会。
この場所には10世紀頃のビザンチン様式の教会があったが、1649年に鐘楼が自然倒壊したため1660年にバロック様式の教会を再建した。1743年2月の大地震で丸天井が崩れ落ち、その後の改修で現在の姿になった。
- 聖アンナ教会　Chiesa di Sant'Anna

1683年、封建領主であるデ・アンジェリス家のカパーノ王女が、病気で苦しむ息子のカーマイン王子のために建てた教会。王女はメザーニェ城の隣の1ブロックを買い占め、教会とオルシーニ・デル・バルツォ広場(Piazza Orsini Del Balzo)を造った。
レッチェ石を多用したファサードには繊細な彫刻が施されており、プッリャ州でも代表的な建築のひとつである。
- サンタマリア・ディ・ベトレム教会とセレスティン修道院　Chiesa di Santa Maria in Betlehem

旧市街の南にある教会。
1347年にヨーロッパに伝わった黒死病は1500年代にナポリ王国を襲った。この伝染病から立ち直ったのを機に、旧市街の南にあった寂れた礼拝堂を建て直した。工事は1662年に始まり1738年に完成した。
- ムーロ・テネンテ遺跡　Parco Archeologico di Muro Tenente

旧市街から南東約5キロにある遺跡。
鉄器時代の小屋の痕跡、BC7〜BC3世紀のメサピア人の要塞集落、BC6世紀頃の墓などが発掘された。要塞は外周2.7キロあり、厚さ6メートル、高さ3メートルの石壁で守られていた。
BC3世紀後半の第二次ポエニ戦争で建てられた石壁の一部も見つかっている。
- マルヴィンディの古代浴場遺跡 　Terme Romane di Malvindi

旧市街から西へ約8キロのマルヴィンディ地区にある公衆浴場(テピダリウム)の遺跡。3世紀頃のものと思われるローマ帝国時代のモザイク床などが見つかっている。
遺跡はゴミの不法投棄などで荒れ果てていたが、2017年に保存が決まった。
- 市立劇場　Teatro Comunale

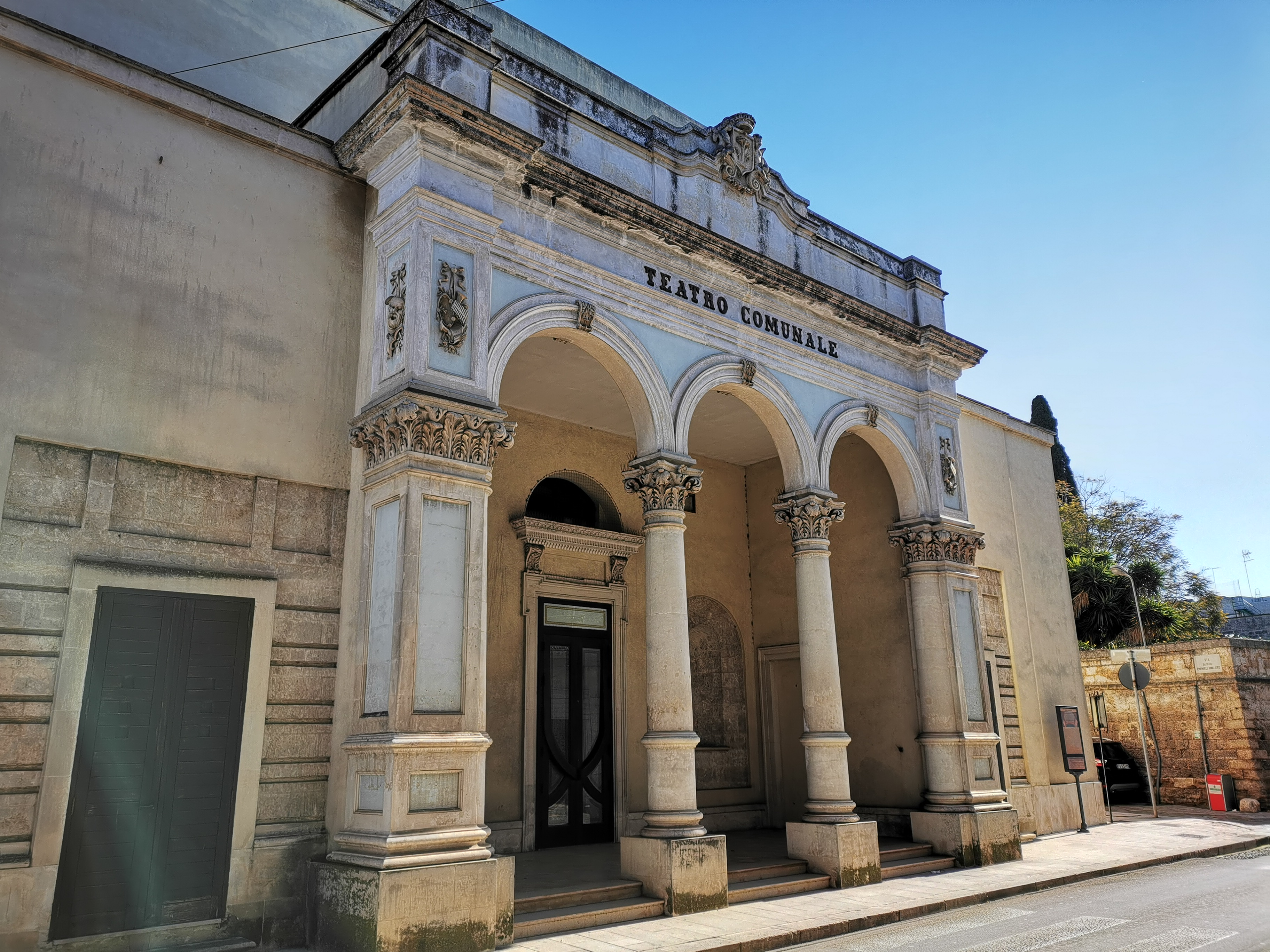
市立劇場

旧市街の東側のフェデリコ2世スヴェーヴォ通り沿いにある劇場。
1884年に着工したが、規模が小さすぎるという問題提起があり工事を中断。市は建築家を入れ替え古風なイタリア式劇場へと方針を変更し、着工から11年後の1895年にようやく完成した。コンサートや演劇、映画上映などに使用されたが客席が213席しかないのが仇となり1920年代に一旦閉鎖した。
市は桟敷席を設けるなどの拡張工事を行い1936年に当時流行り始めた映画館として再開した。1970年代に耐震補強工事を行い、1990年代には客席を更に増やして304席にすると同時に舞台装置や音響なども見直された。現在は演劇、バレエ、コンサート、映画など様々な用途に使われている。